# Ica-handlarnas Förbund
Ica-handlarnas Förbund, tidigare Ica-förbundet (under perioder stavat ICA Förbundet), är en riksorganisation för Ica-handlarna i Sverige, grundad 1940. Fram till 1997 hade förbundet gemensam styrelse och vd med Ica AB, därefter har det blivit betydligt mer självständigt. 
Förbundet, som är en ideell förening, tillvaratar handlarnas intressen inom Ica-rörelsen och ansvarar även för utvecklingen av koncernens företagskultur och den s.k. Ica-idén. Paralleller kan dras till Kooperativa Förbundets förhållande till Coop och Konsum. År 2009 räknade man drygt 1.500 medlemmar, samtliga aktiva Ica-handlare. Ica-handlarnas Förbund är organiserat i sju distrikt, vilka har regionalt valda styrelser.
Förbundet är huvudägare i det börsnoterade Ica Gruppen. Ica-handlarnas Förbund står även bakom Hakon Swenson Stiftelsen. Vd är Fredrik Hägglund.